# La Caravane de l'enfer
Pour plus de détails, voir Fiche technique et Distribution.
La Caravane de l'enfer (The Painted Stallion) est un serial de 12 épisodes dirigé en 1937 par William Witney, Ray Taylor et Alan James.

## Synopsis
En route vers l'Ouest, un convoi de pionniers subit les assauts acharnés de bandits alliés aux Comanches. Mais une mystérieuse amazone indienne, aux flèches sifflantes, veille sur eux.

## Fiche technique
- Titre original : The Painted Stallion
- Titre français : La Caravane de l'enfer
- Réalisation : William Witney, Ray Taylor et Alan James
- Scénario : Barry Shipman, Winston Miller d'après une histoire de Morgan Cox et Ronald Davidson d'après une idée de Hal G. Evarts
- Musique : Karl Hajos
- Montage : Edward Todd et Helene Turner
- Photographie : Edgar Lyons et William Nobles
- Direction artistique : John Victor MacKay
- Maquillage : Bob Mark
- Effets visuels : Bob Lydecker et Theodore Lydecker
- Costumes : Elsie Horwitz, Robert Ramsey et Ted Towey
- Producteur associé : J. Laurence Wickland
- Compagnie de production : Republic Pictures

## Distribution
- Ray Corrigan : Clark Stuart
- Hoot Gibson : Walter Jamison
- LeRoy Mason : Alfredo Dupray
- Duncan Renaldo : Zamorro
- Sammy McKim : Kit Carson
- Hal Taliaferro : Jim Bowie
- Jack Perrin : Davy Crockett
- Ed 'Oscar' Platt : Oscar
- Lou Fulton : Elmer
- Julia Thayer (Jean Carmen) : L'amazone
- Yakima Canutt : Tom
- Maston Williams : Macklin
- Duke Taylor : Bill
- Loren Riebe : Pedro
- George DeNormand : Luke Oldham
- Chef John Big Tree (non crédité) : Le chef comanche

## Liste des épisodes
1. En route vers l'Empire (Trail to Empire)
2. La Cavalière de l'étalon (Rider of the Stalion)
3. Le Saut de la mort (The Death Leap)
4. Avalanche (Avalanche)
5. Fusillade meurtrière (Volley of Death)
6. Les Joues du Diable (Thundering Wheels)
7. Mauvaise piste (Trail Treachery)
8. La Flèche qui siffle (The Whistling Arrow)
9. Message fatal (The Fatal Message)
10. Embuscade (Ambush)
11. Le Tunnel de la terreur (Tunnel of Terror)
12. Cible humaine (Human Targets)

Source :

## Exploitation
- Une version long métrage est sortie sous le même titre l'année suivante.